# Долинское (Кировоградская область)
Доли́нское (укр. Долинське) — село в Попельнастовской сельской общине Александрийского района Кировоградской области Украины.
Население по переписи 2001 года составляло 343 человека. Почтовый индекс — 28060. Телефонный код — 5235. Код КОАТУУ — 3520382901.